# Céline Voccia
Céline Voccia (* in Paris) ist eine französische Jazz- und Improvisationsmusikerin (Piano).

## Wirken
Voccia studierte klassisches Piano am Genfer Konservatorium bei Mayumi Kameda. Anschließend studierte sie Jazzpiano und Improvisation in Paris bei Philippe Le Baraillec, Bruno Angelini und Laurent de Wilde; nach ihrem Umzug nach Berlin 2011 nahm sie weiteren Unterricht bei Andreas Schmidt.
Im Bereich klassischer Musik arbeitete Voccia zunächst mit dem Komponisten Edison Denisov. In Berlin bildete sie das Céline Voccia Trio mit Jan Roder und Michael Griener. Im Duo mit Silke Eberhard veröffentlichte sie 2023 bei Relative Pitch Records das Album Wild Knots. Weiterhin arbeitete sie mit Anna Kaluza und Matthias Bauer im Trio ACM (gleichnamiges Album 2022 bei AUT), im Unzeit Quartett mit Edith Steyer, Frank Paul Schubert und Joe Hertenstein, im Kontakt Quartett mit Elo Masing, Vincent Laju und Andreas Voccia sowie im Quartett mit Floros Floridis, Martin Blume, Roger Turner und ERikm, aber auch mit Els Vandeweyer, Harri Sjöström, Urs Johnen, Fyodor Stepanov und Samuel Hall. Im Trio Trames spielt sie mit Alexander Frangenheim und Michel Doneda.

## Diskographische Hinweise
- ACM: ACM (AUT Records, 2022, mit Matthias Bauer und Anna Kaluza)
- Eberhard / Voccia Duo: Wild Knots (Relative Pitch Records, 2023, mit Silke Eberhard)
- Pink Monads: Multiple Visions of the Now (4DaRecord, 2023, mit Edith Steyer, Marialuisa Capurso, Sofia Borges)
- Céline Voccia Trio Abîme (Jazzwerkstatt 2023, mit Jan Roder, Michael Griener)
- Unzeit Quartett: Unzeit Quartett (Trouble in the East Records, 2024, mit Matthias Bauer, Frank Paul Schubert, Joe Hertenstein)